# Warnowo (Ruciane-Nida)
Warnowo [varˈnɔvɔ] (deutsch Warnold, Gut) ist ein kleiner Ort in der polnischen Woiwodschaft Ermland-Masuren. Er gehört zur Gmina Ruciane-Nida (Stadt- und Landgemeinde Rudczanny/Niedersee-Nieden) im Powiat Piski (Kreis Johannisburg).

## Geographische Lage
28 Kilometer südöstlich der früheren Kreisstadt Sensburg (polnisch Mrągowo) und 15 Kilometer nordwestlich der jetzigen Kreismetropole Pisz (deutsch Johannisburg) liegt das einstige Gut Warnowo, 250 Meter westlich des Warnoldsees (polnisch Jezioro Warnołty). Zwei Kilometer weiter westlich liegt die heute Kończewo genannte Försterei Warnold. 

## Geschichte
Im Jahre 1874 wurde das Gutsdorf Warnold in den Amtsbezirk Guszianka (1938 bis 1945 Amtsbezirk Guschienen, polnisch Guzianka) eingegliedert, der bis 1945 bestand und zum Kreis Sensburg im Regierungsbezirk Gumbinnen (ab 1905: Regierungsbezirk Allenstein) in der preußischen Provinz Ostpreußen gehörte. Der Gutsbezirk, 1910 insgesamt 20 Einwohner zählte, wurde am 30. September 1929 in die Landgemeinde Piasken–Onufrigowen übernommen, die zum gleichen Datum in Rehfelde umbenannt wurde. In Kriegsfolge kam Gut Warnold 1945 mit dem gesamten südlichen Ostpreußen zu Polen und erhielt die polnische Namensform „Warnowo“. Heute ist es eine Ortschaft im Verbund der Stadt- und Landgemeinde Ruciane-Nida (Rudczanny/Niedersee-Nieden), jetzt vom Kreis Sensburg zum Powiat Piski (Kreis Johannisburg) gewechselt, bis 1998 der Woiwodschaft Suwałki, seither der Woiwodschaft Ermland-Masuren zugeordnet.

## Religionen
Bis 1945 war Gut Warnold in die evangelische Dorfkirche Groß Weissuhnen in der Kirchenprovinz Ostpreußen der Kirche der Altpreußischen Union sowie in die katholische Pfarrkirche Sensburg im Bistum Ermland eingepfarrt. 
Heute gehört Warnowo zur Dorfkirche Wejsuny in der Diözese Masuren der Evangelisch-Augsburgischen Kirche in Polen bzw. zur  Pfarrei Ruciane-Nida im Bistum Ełk der römisch-katholischen Kirche in Polen.

## Verkehr
Der Ort ist auf Nebenstraßen erreichbar, die von Kończewo (Försterei Warnold) bzw. als Abzweig von der Straße Wejsuny–Wierzba (deutsch Weissuhnen–Wiersba) direkt in den Ort führen.